# サム・レイバーン (原子力潜水艦)
|          |                                                |  |
| 艦歴     |                                                |  |
| 発注:    | 1961年7月20日                                  |  |
| 起工:    | 1962年12月3日                                  |  |
| 進水:    | 1963年12月20日                                 |  |
| 就役:    | 1964年12月2日                                  |  |
| 退役:    | 1989年7月31日                                  |  |
| その後:  | 訓練艦として係留 解体準備中                    |  |
| 除籍:    | 1989年8月28日                                  |  |
| 性能諸元 |                                                |  |
| 排水量:  | 6,700トン                                      |  |
| 全長:    | 425 ft (129.5 m)                               |  |
| 全幅:    | 33 ft (10.1 m)                                 |  |
| 吃水:    |                                                |  |
| 機関:    | 原子力ギアード・タービン推進 GE S5W原子炉 1基  |  |
| 最大速:  |                                                |  |
| 兵員:    |                                                |  |
| 兵装:    | 潜水艦発射弾道ミサイル16基 533mm魚雷発射管 4門 |  |

サム・レイバーン(The USS Sam Rayburn, SSBN/MTS-635)は、アメリカ海軍の原子力潜水艦。ジェームズ・マディソン級原子力潜水艦の9番艦。艦名は下院議長を17年間務めたサム・レイバーンに因む。

## 艦歴
サム・レイバーンの建造は1961年7月20日にバージニア州ニューポート・ニューズのニューポート・ニューズ造船所に発注され、1962年12月3日に起工した。1963年12月20日にS・E・バートレイ夫人およびW・A・トーマス夫人によって命名、進水し、1964年12月2日にブルー班艦長オリヴァー・H・ペリー・ジュニア大佐およびゴールド班艦長ウィリアム・A・ウィリアムズ3世中佐の指揮下就役する。
サム・レイバーンは最初にブルー班が乗り組み、続いてゴールド班と交代し、大西洋ミサイル試験場でのデモンストレーションと整調巡航を行った後第18潜水戦隊に加わる。1965年8月に第16潜水戦隊に加わり、スペインのロタを拠点として7回の戦略抑止哨戒を行った後、1966年12月にサウスカロライナ州チャールストンで第18潜水戦隊に再び配属される。1967年には3度の抑止哨戒を行い、1968年にも3度の哨戒を完了した。1969年は第18潜水戦隊と共に定期的な活動を行い、12月にニューハンプシャー州ポーツマスでオーバーホールに入る。オーバーホールは1971年5月27日に完了し、サム・レイバーンはその後1972年まで東海岸で活動した。コネチカット州グロトンを出港しチャールストンに到着、長期間の特別任務に出航する。
1985年6月10日に海軍は、第二次戦略兵器制限交渉に従って弾道ミサイル潜水艦を削減する計画を発表した。サム・レイバーンはその中に選ばれ、1985年9月16日に不活性化された。ミサイル発射管はコンクリートでふさがれ、発射管のハッチは取り外された。
サム・レイバーンは1989年7月31日に退役し、繫留訓練艦に艦種変更され艦番号は MTS-635 へ変更された。その後はサウスカロライナ州グースクリークのチャールストン海軍兵器施設で訓練艦として4年おきに造船所で有効性試験を受けながら2021年まで運用されていたが、2021年4月1日に核燃料取り出し・解体のため曳船に曳かれて出発、4月3日にはノーフォーク海軍造船所に到着した。チャールストン海軍兵器施設では後継の繋留訓練艦としてラホーヤが運用されており、2022年までにはサンフランシスコも改修のうえ導入される予定である。